# 营城子镇
营城子镇，是中华人民共和国吉林省四平市伊通满族自治县下辖的一个乡镇级行政单位。

## 行政区划
营城子镇下辖以下地区：
营城子社区、营城子村、红塔村、杂木村、四间村、小桥子村、平安村、太平村、横河村、向前村、新宏村、新家村、打草村、后柳村和砂谷村。